# Вільявісьйоса-де-Одон
Вільявісьйоса-де-Одон (ісп. Villaviciosa de Odón) — муніципалітет в Іспанії, у складі автономної спільноти Мадрид. Населення — 26 725 осіб (2010).
Муніципалітет розташований на відстані близько 18 км на південний захід від Мадрида.
На території муніципалітету розташовані такі населені пункти: (дані про населення за 2010 рік)
- Вільявісьйоса-де-Одон: 20024 особи
- Ель-Боске: 6235 осіб
- Дееса-дель-Сотільйо: 264 особи
- Монреаль: 0 осіб
- Ріо-Гуадаррама-і-Каса-де-Роке: 153 особи
- Саседон: 7 осіб
- Арко-Іріс: 42 особи

## Демографія
Динаміка населення (INE ):